# Wybrzeże Szkieletowe

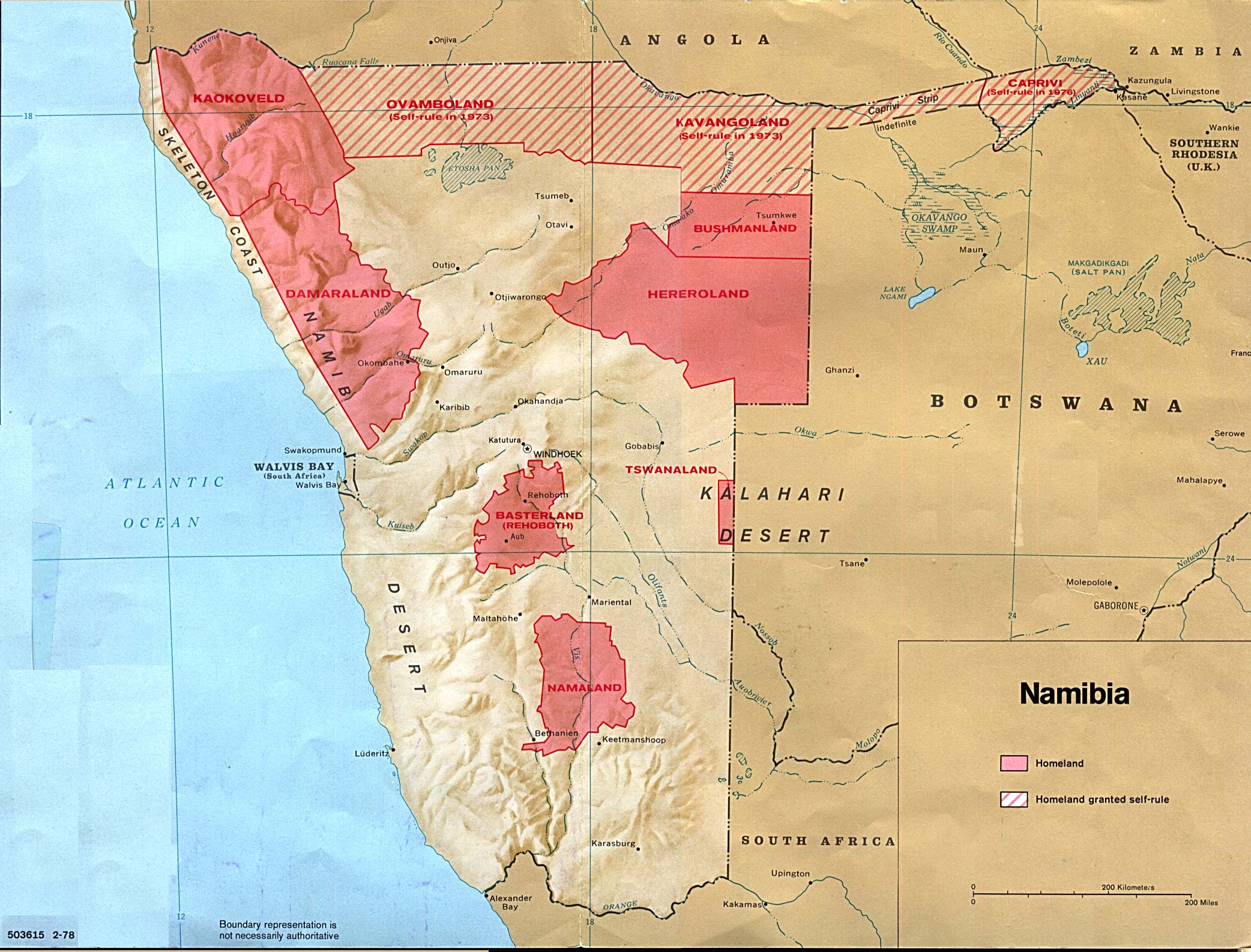
Mapa Wybrzeża Szkieletowego

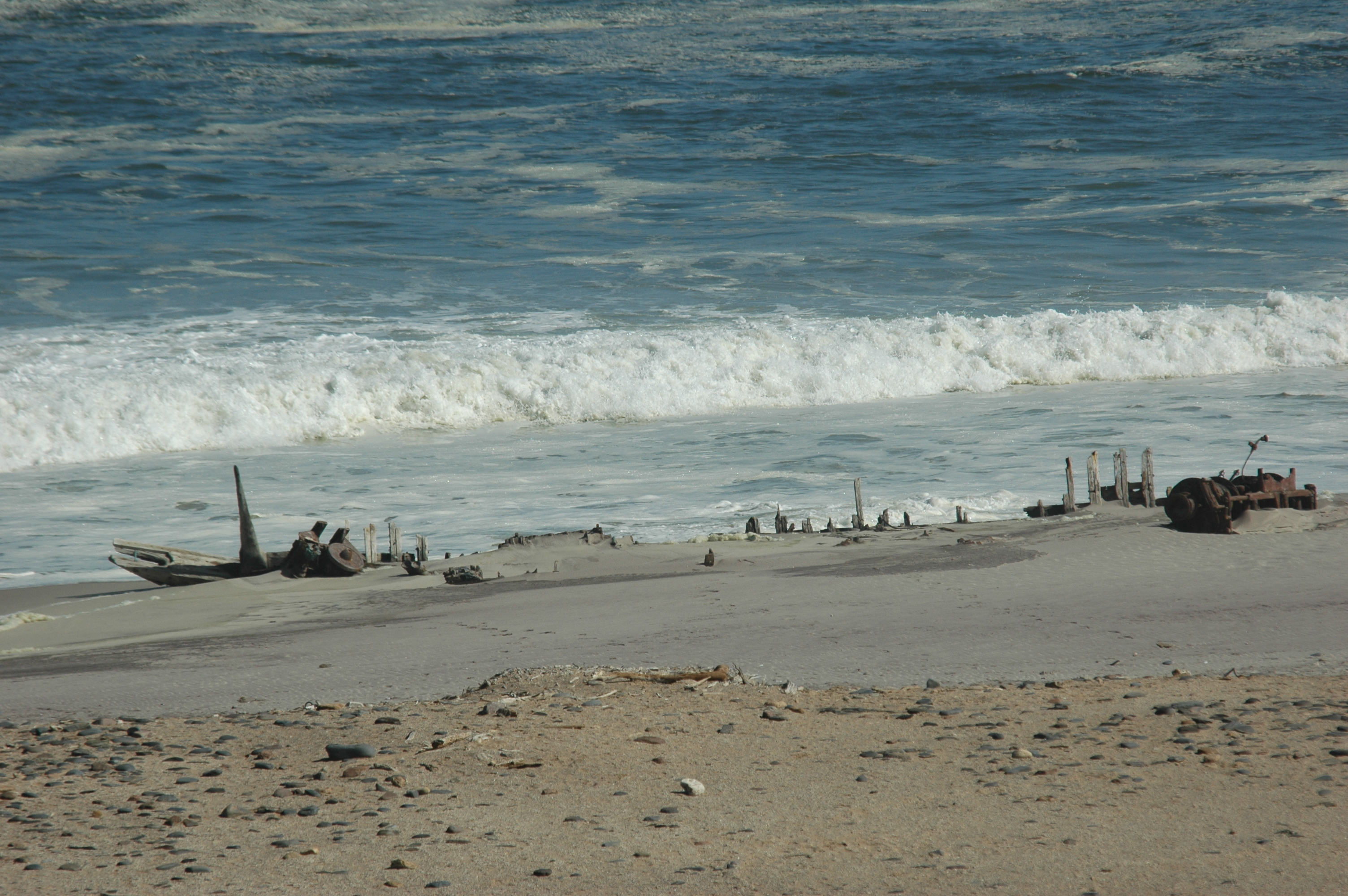
Szczątki statków na brzegu oceanu

Wybrzeże Szkieletowe (ang. Skeleton Coast) – wybrzeże Oceanu Atlantyckiego leżące w północnej części Namibii i rozciągające się na długości ponad 500 km między rzeką Kunene, pustynią Namib a ujściem rzeki Swakop.
Miejsce to było często nawiedzane przez portugalskich żeglarzy, którzy nazwali ten rejon „bramą do piekła” ze względu na panujące w nim silne prądy morskie oraz liczne płycizny, stanowiące śmiertelną pułapkę dla przepływających tam statków. Prądy te powodują, że jakkolwiek można wylądować na wybrzeżu to jednak odpłynięcie od niego łodzią napędzaną tylko siłą mięśni nie jest możliwe.
Wybrzeże stanowiące pn. część pustyni Namib charakteryzuje obecność wraków wielu statków (ponad tysiąc). Jedną z "ofiar" jest brytyjski statek handlowy Dunedin Star, który zatonął tam w listopadzie 1942 roku ze 106 osobami na pokładzie. Akcja ratownicza trwała prawie cztery tygodnie.
Wybrzeże jest miejscem wylegiwania i rozrodu kotika afrykańskiego.
Jednym z wielu badaczy tego wybrzeża był szwedzki podróżnik i odkrywca Karl Johan Andersson w roku 1859.